# San Marino nos Jogos Olímpicos de Verão de 1968
San Marino competiu nos Jogos Olímpicos de Verão de 1968 na Cidade do México, México.
O país levou 4 competidores,todos homens.

## Resultados por Evento

### Ciclismo
Estrada
- Gerard Lettoli — 5:10:22,35 h (→ 60º lugar)
- Enzo Frisoni — 5:12:46,82 h (→ 61º lugar)

### Tiro
Trap Masculino
- Leo Franciosi — 181 pts (→ 42º lugar)
- Salvatore Pelliccioni — 177 pts (→ 45º lugar)